# Tuvad sömntuta
Tuvad sömntuta (Eschscholzia caespitosa) är en vallmoväxtart som beskrevs av George Bentham. Enligt Catalogue of Life ingår Tuvad sömntuta i släktet sömntutor och familjen vallmoväxter, men enligt Dyntaxa är tillhörigheten istället släktet sömntutor och familjen vallmoväxter. Arten förekommer tillfälligt i Sverige, men reproducerar sig inte. Inga underarter finns listade i Catalogue of Life.

## Bildgalleri

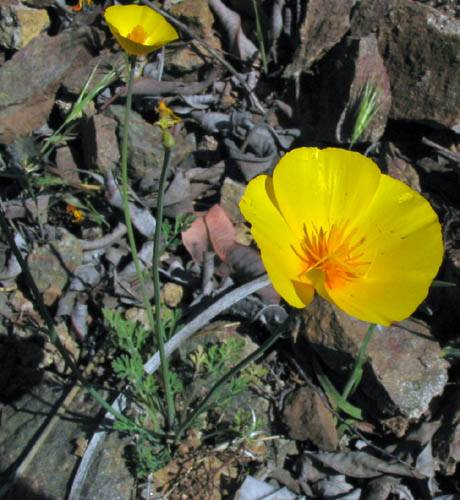
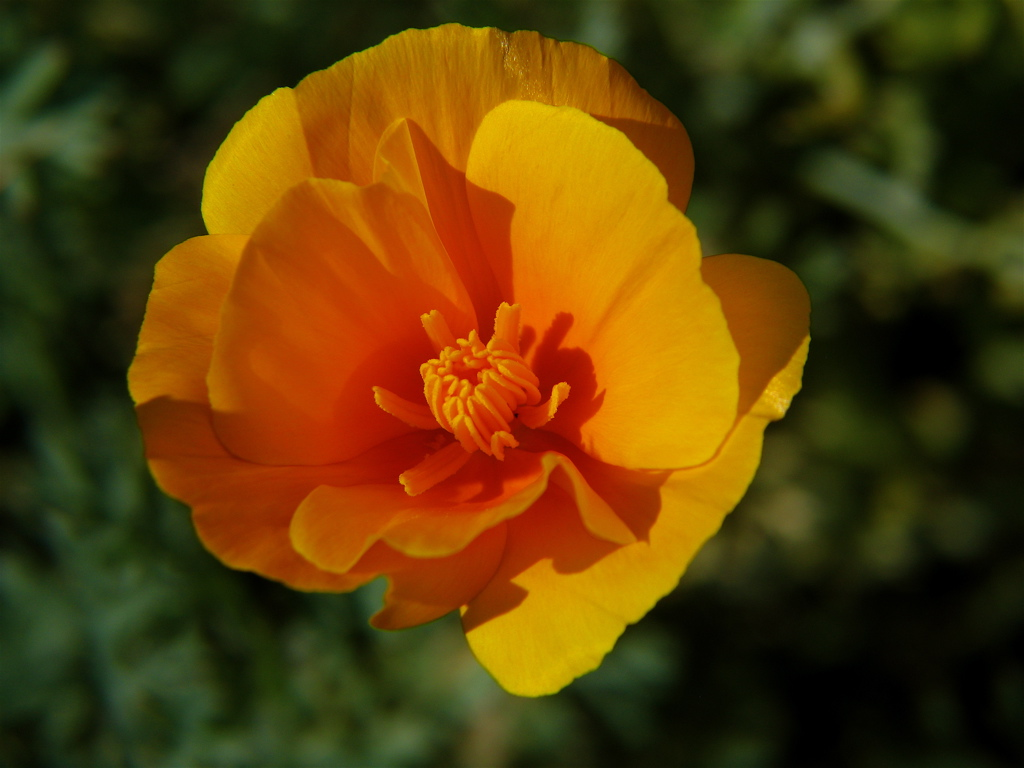